# Leiophron kruegeri
Leiophron kruegeri är en stekelart som först beskrevs av Masi 1933.  Leiophron kruegeri ingår i släktet Leiophron och familjen bracksteklar. Inga underarter finns listade i Catalogue of Life.